# Drenchia
Drenchia (Dreka en slovène) est une commune italienne de la province d'Udine dans la région Frioul-Vénétie Julienne en Italie.

## Administration
| Période | Période  | Identité        | Étiquette            | Qualité |
| ------- | -------- | --------------- | -------------------- | ------- |
| 1988    | 1993     | Mario Zufferli  | Democrazia Cristiana | maire   |
| 1993    | 1997     | Mario Zufferli  | Democrazia Cristiana | maire   |
| 1997    | 2001     | Mario Zufferli  | Democrazia Cristiana | maire   |
| 2001    | 2006     | Tarcisio Donati | liste civique        | maire   |
| 2006    | 2011     | Tarcisio Donati | liste civique        | maire   |
| 2011    | en cours | Mario Zufferli  | liste civique        | maire   |

Elements de Ministère des Affaires étrangères de l'Intérieur

### Hameaux
Clabuzzaro/Brieg, Crai/Kraj, Cras/Kras (siège communal), Drenchia inferiore/Dolenja Dreka, Drenchia Superiore/Gorenja Dreka, Lase/Laze, Malinsche/Malinske, Obenetto/Dubenije, Obranche/Obranke, Oznebrida/Ocnebardo, Paciuch/Pačuh, Peternel/Peternel, Prapotnizza/Praponca, San Volfango/Svet Štuoblank, Trinco/Trinko, Trusgne/Trušnje, Zavart/Zavart, Zuodar/Cuoder.

### Communes limitrophes
Grimacco, Canale d'Isonzo (SLO), Caporetto (SLO), Tolmino (SLO)

## Galerie de photos

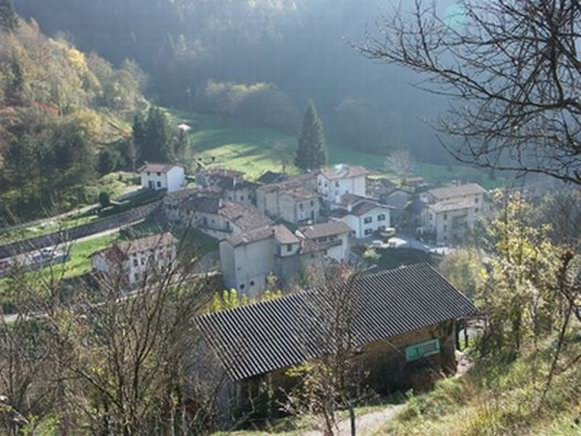
Le pays de Peternel
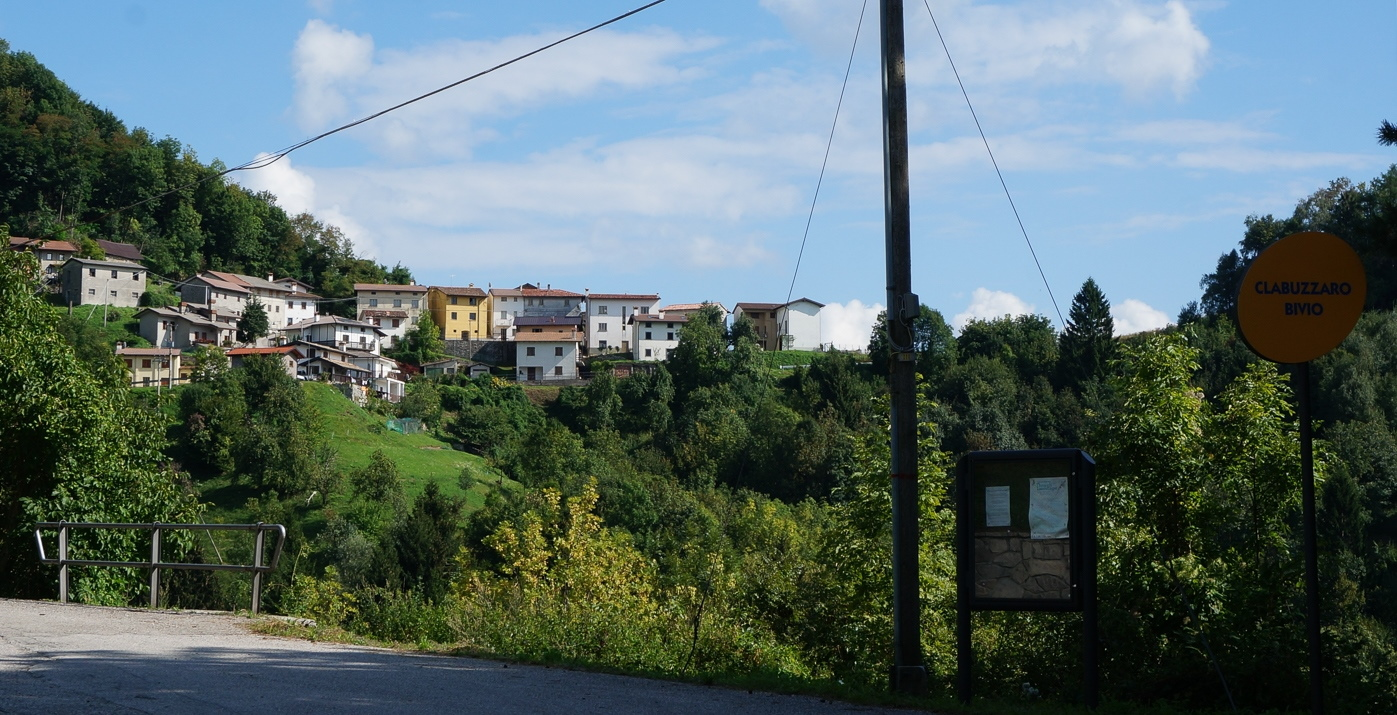
La pays de Clabuzzaro
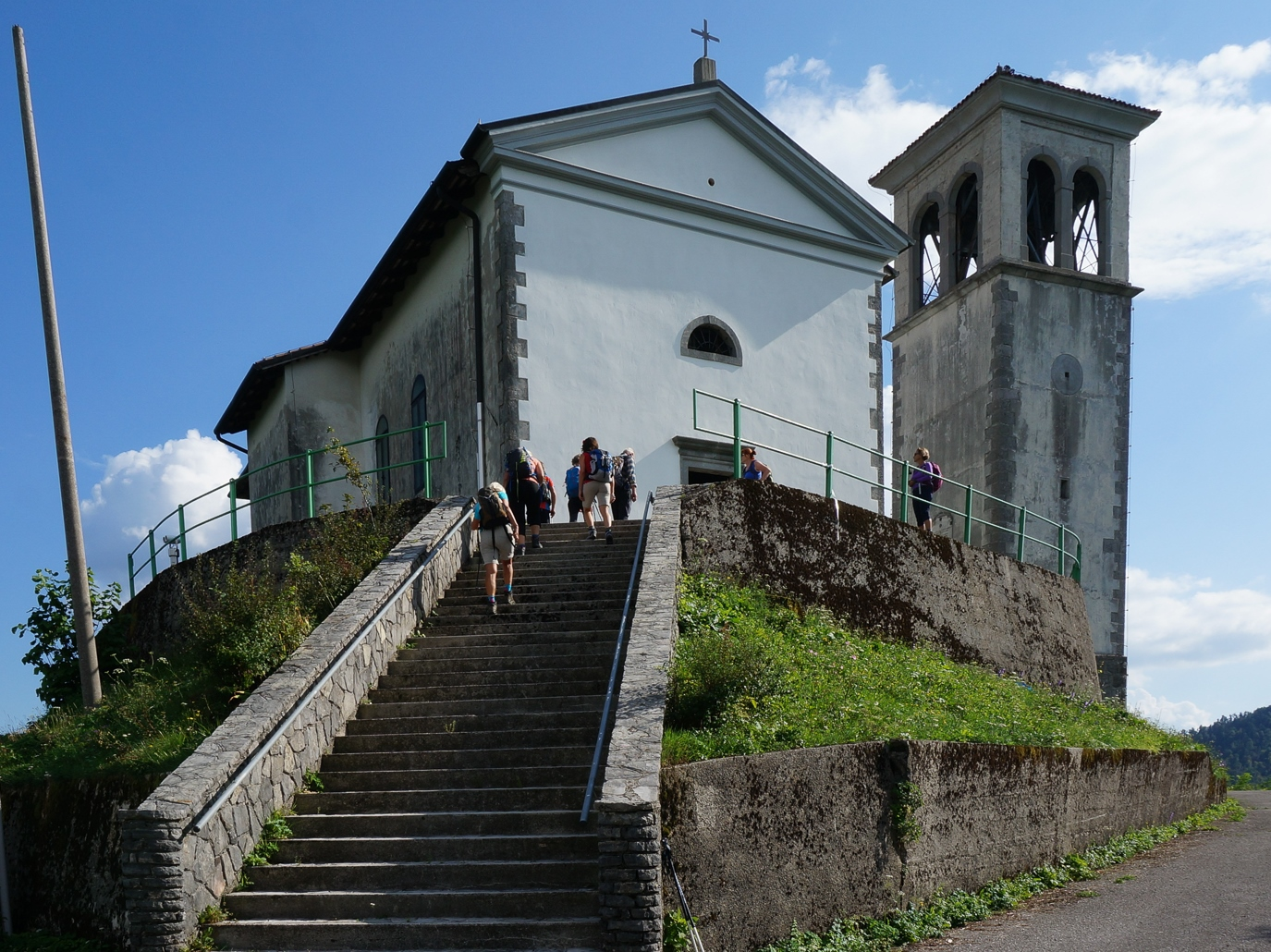
L'église de San Volfango
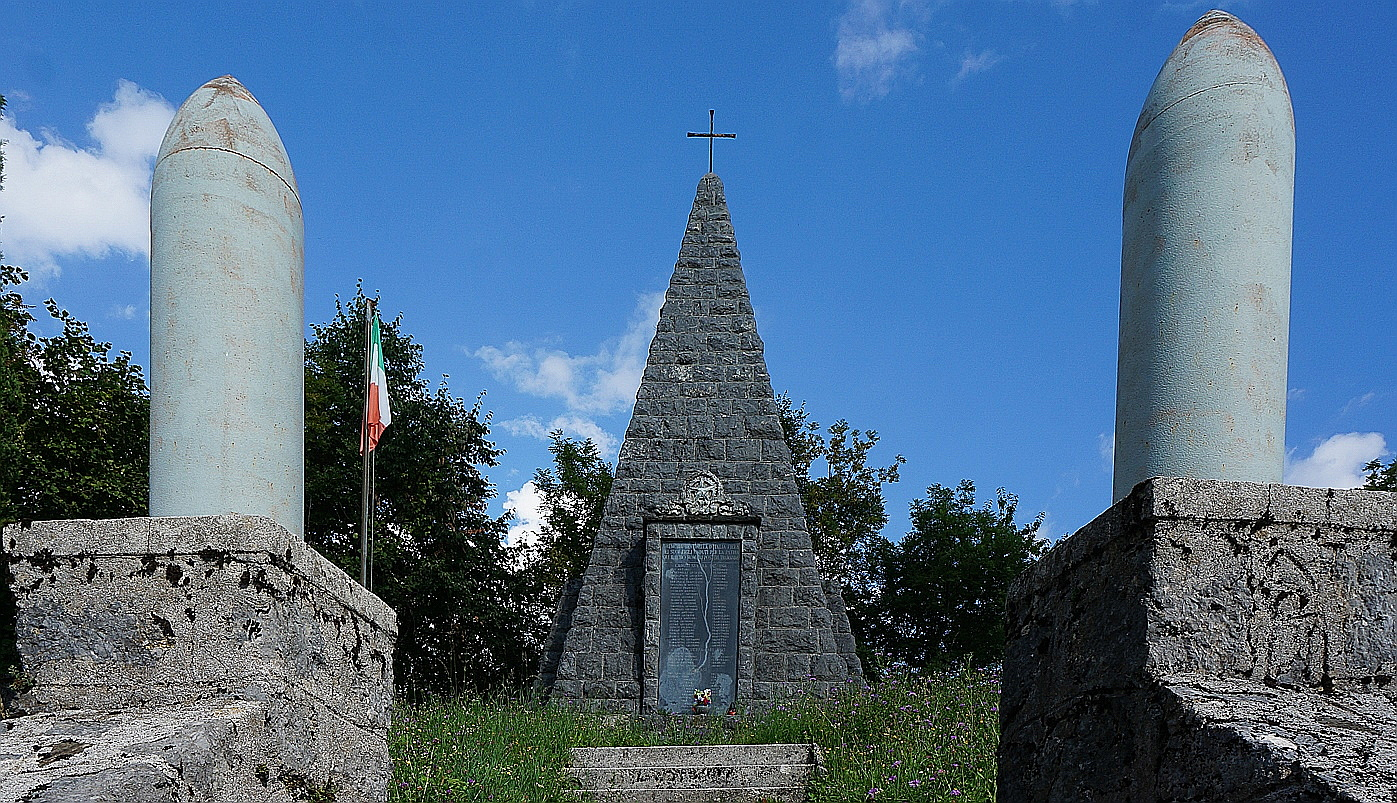
San Volfango: le monument aux morts de la Première Guerre mondiale